# 110-kV-Leitung Remptendorf-Neuhaus

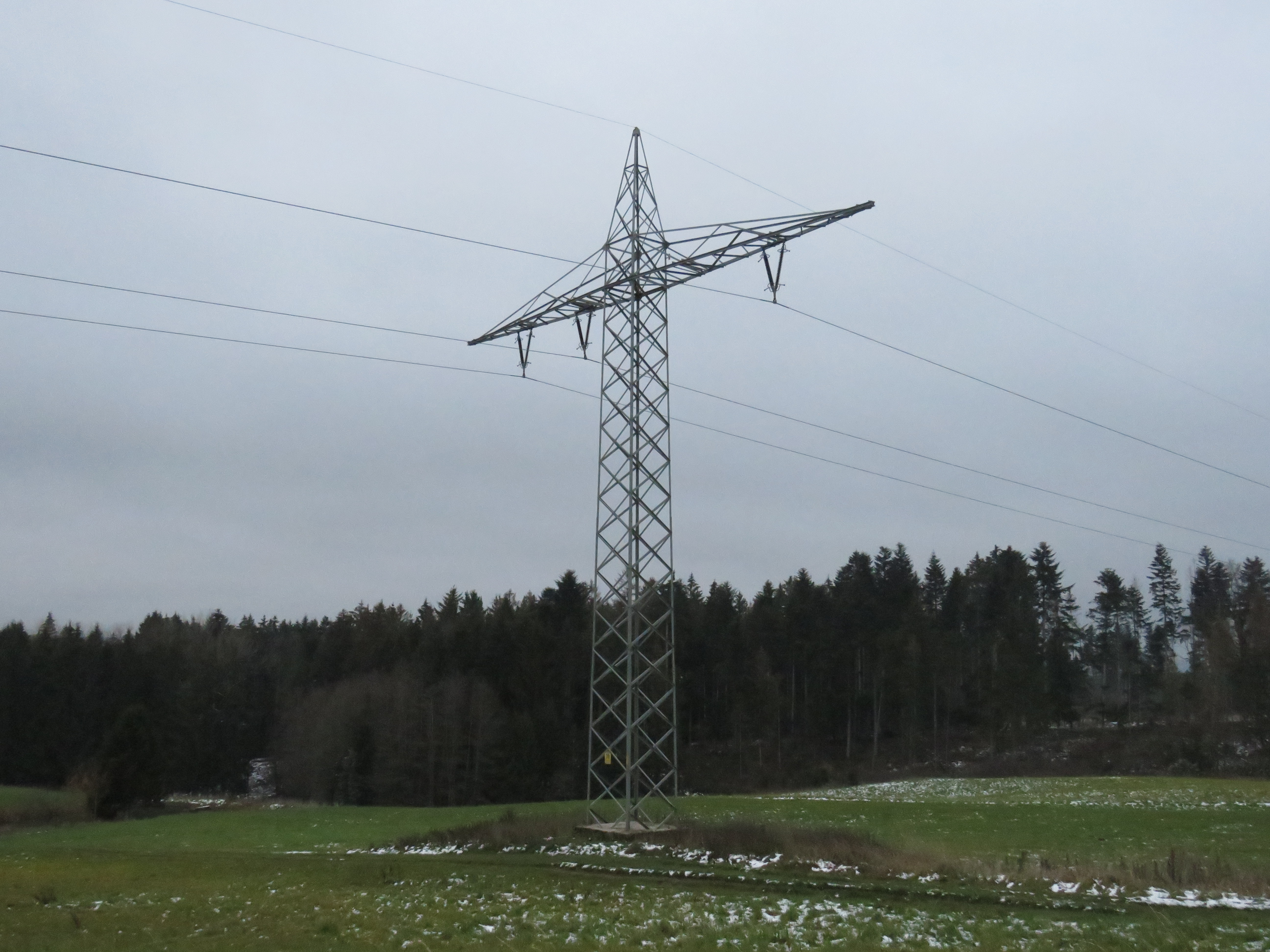
Einstiger Mast der 110-kV-Leitung Remptendorf-Neuhaus

Die 110-kV-Leitung Remptendorf-Neuhaus war eine 1937 vom Thüringerwerk errichtete, zweikreisige 110 kV-Leitung vom Umspannwerk Remptendorf (50°32′5″N 11°38′46″O) zum Umspannwerk Neuhaus (50°18′0″N 11°14'58″O), welche teilweise über bayerisches Gebiet verlief. Durch diesen Umstand wurde sie nach der deutschen Teilung zur einzigen Transitleitung der DDR durch westdeutsches Gebiet. Sie war bis zum Bau der 110 kV-Leitung Taubenbach (50°31′49″N 11°13′50″O)–Sonneberg (50°21′58″N 11°8′11″O) im Jahre 1980 in Betrieb.
1980 wurde sie stillgelegt, Teile der Leitung wurden für die Realisierung der 110 kV-Leitung zwischen dem Umspannwerk Windheim (50°25′44″N 11°20′54″O) und dem inzwischen stillgelegten Umspannwerk Stockheim (50°18′15″N 11°17′29″O) wiederverwendet, wobei ein Stromkreis entfernt wurde.